# Daba Diawara
Pour les articles homonymes, voir Daba et Diawara.
Daba Diawara est un homme politique malien, né le 15 août 1951 à Bamako (Mali).

## Biographie
Daba Diawara, né à Bamako en 1951, est le fils de Gabou Diawara, compagnon politique du premier président Modibo Keïta et ancien ministre. Il est titulaire d'une maîtrise en droit public interne et administration publique en 1974 à l'Université de Dakar,un Diplôme d'études supérieures en droit public interne en 1976 à l'Université de Paris 1 (Panthéon-Sorbonne) et en 1987, un doctorat d'État en droit public économique à Paris1. 
Après ses études, il est intégré administrateur civil dans la fonction publique en 1978 et affecté au Secrétariat général du gouvernement. Il est conseiller à la Section constitutionnelle de la Cour suprême en 1983. En 1986,il se met en disponibilité et ouvre le premier cabinet de conseil juridique. Reintegre la fonction publique en 1988.
D’octobre 1988 à janvier 1991, il occupe les fonctions de secrétaire général du gouvernement.Il prend clairement et officiellement position pour l'ouverture démocratique et l'avancée vers l'état de droit.Il relevé et affecté au Contrôle général d'État.
Après la chute du régime de Moussa Traoré, il est nommé le 5 avril 1991 ministre de la Fonction publique et du Travail dans le gouvernement de transition démocratique. En juin 1992, il redevient secrétaire général du gouvernement avec rang de ministre.Après sa démission de ce poste en 1993, à la suite du retrait de l'Usrda du gouvernement,Daba Diawara obtient en 1996 un   poste d'expert en organisation et questions institutionnelles au Centre d’analyse et de formulation de politiques de développement (CAFPD) de  l'ACBF au Mali. En 2003, il est nommé secrétaire général
du ministère de la santé.
Daba Diawara a milité au sein de l’Union soudanaise-Rassemblement démocratique africain (US-RDA). En 1996, il est élu secrétaire politique du bureau politique national. En 1998, l’US-RDA se déchire entre deux fractions.
En septembre 2001, il fonde le Parti de l'indépendance, de la démocratie et de la solidarité (PIDS). Investi par ce nouveau parti à l’élection présidentielle de 2002, il obtient 1,1 % des voix au premier tour.
Lors de son discours à la Nation du 22 septembre 2007, le président Amadou Toumani Touré annonce la nomination imminente d’une personnalité chargée de mener la réflexion sur l’état de la démocratie au Mali. Daba Diawara est cette personnalité ; le 28 février 2008, il reçoit du président de la République la lettre de mission le chargeant, à la tête du comité d’experts chargé de « La Réflexion sur la consolidation de la démocratie au Mali », de la délicate tâche.En 2009, il est nommé, avec rang de ministre, président du Comité d'Appui aux Réformes Institutionnelles (CARI)
Le 6 avril 2011 il est nommé ministre de la Réforme de l’État dans le Gouvernement de Cissé Mariam Kaïdama Sidibé.